# Casa de Sobieski
A Casa de Sobieski, (plural: Sobiescy, forma feminina: Sobieska) foi uma família proeminente de magnatas da nobreza Polaca dos séculos XVI e XVII.
Em 1674, com a eleição de João III Sobieski para rei da Polónia e Grão-Duque da Lituânia, a família passou a ser conhecida como Casa Real Sobieski.
Como Brasão de armas, a família usava o brasão conhecido por Janina.

## História
Segundo uma lenda familiar, a que os modernos historiadores não consideram factual, os Sobieski seriam descendentes de Lesco II, o Negro. Outra lenda aponta para que a família descenda do Duque Sobiesław, filho de Lesco III, um governante lendário da dinastia dos Popielidas.
A família atingiu o ponto alto da sua importância em finais do século XVI/princípios do século XVII, quando um dos seu membros foi eleito Rei da Polónia e Grão-duque da Lituânia: referimo-nos a João III Sobieski (Jan III Sobieski).
O rei João III teve 14 filhos legítimos dos quais apenas quatro atingiram a idade adulta. Para além do seu herdeiro Jaime Luís (Jakub Ludwik), teve uma filha Teresa Cunegunda (Teresa Kunigund) (1676-1730), casada com o Príncipe Eleitor da Baviera Maximiliano II da Baviera e dois outros filhos, Alexandre Benedito (Aleksander Benedykt) (1677-1714) e Constantino Ladislau (Konstanty Władysław) (1680-1726). Estes dois últimos não tiveram descendência.
O último representante masculino da família foi o filho do rei João III, Jaime Luís Sobieski (1667–1737). A sua filha, Maria Carolina Sobieska (1697-1740), duquesa consorte de Bulhão foi a última representante da família.

## Brasão de Armas

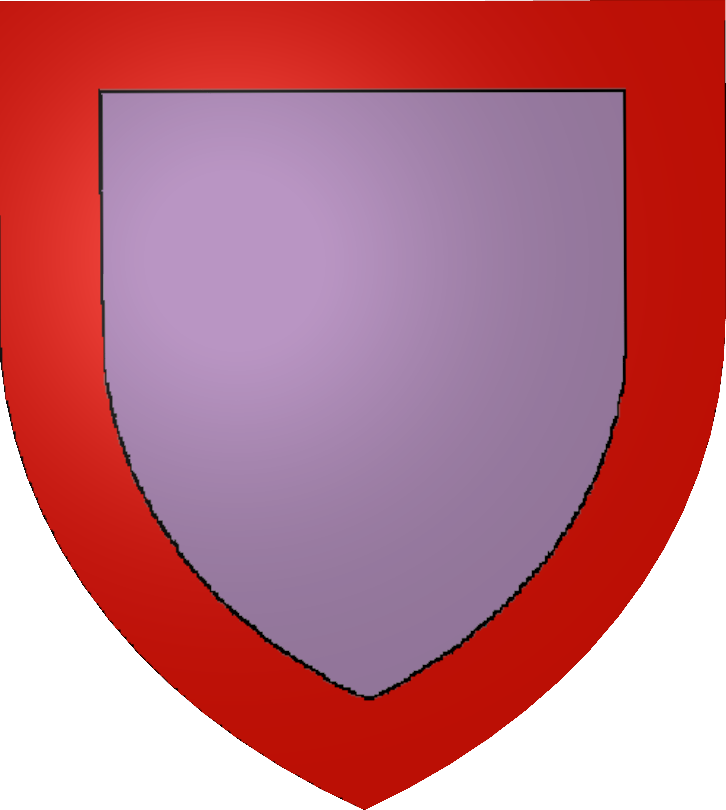
O Brasão Janina

A família Sobieski usava o brasão denominado Janina, e o seu lema era Vel cum hoc, vel super hoc. Em língua polaca o nome composto da família era Sobieski herbu Janina, ou seja "Sobieski do brasão de Janina".
O "Janina" era um brasão de armas de um clã da nobreza polaca, usado por diversas famílias nobres que descendiam, por linha masculina, dos senhores medievais de Janina (que deram o nome ao clã) ou que legalmente foram adoptados no clã depois de enobrecidos.
Assim, na Polónia, o nome composto e o respetivo brasão permitia identificar a origem de determinada família nobre.
Originalmente o brasão era designado por Scutum Sobiescianum (o escudo de Sobieski) comemorando a vitória das forças polacas comandadas pelo rei João III Sobieski na Batalha de Viena em 1683. Mais tarde o nome foi encurtado para Scutum. Apesar dos nomes alternativos, o Janina era descrito como "campo num campo" ou "escudo dentro dum escudo".

## Árvore Genealógica[1]
|  |  |  |  |                                                                                             |                                                                                             |                                                                                             |                                                                                             |                                                                                             |                                                                                             |  |  | | | | | | |  |  | Marco Sobieski (Marek ) [1559-1605] Voivoda de Lublin                             |                                                                      |                                                                      |                                                                      |                                                                      |                                                                      |  |  | | | | | | |  |  |                                                |                                                |                                                |                                                |                                                |                                                |  |  |                                                                                  |                                                                                  |                                                                                  |                                                                                  |                                                                                  |                                                                                  |  |  |  |  |  |  |  |  |
|  |  |  |  |                                                                                             |                                                                                             |                                                                                             |                                                                                             |                                                                                             |                                                                                             |  |  | | | | | | |  |  |                                                                                   |                                                                      |                                                                      |                                                                      |                                                                      |                                                                      |  |  | | | | | | |  |  |                                                |                                                |                                                |                                                |                                                |                                                |  |  |                                                                                  |                                                                                  |                                                                                  |                                                                                  |                                                                                  |                                                                                  |  |  |  |  |  |  |  |  |
|  |  |  |  |                                                                                             |                                                                                             |                                                                                             |                                                                                             |                                                                                             |                                                                                             |  |  | | | | | | |  |  | Jaime (Jakub) [1590-1646] Voivoda de Bełz Voivoda da Rutênia Castelão de Cracóvia |                                                                      |                                                                      |                                                                      |                                                                      |                                                                      |  |  | | | | | | |  |  |                                                |                                                |                                                |                                                |                                                |                                                |  |  |                                                                                  |                                                                                  |                                                                                  |                                                                                  |                                                                                  |                                                                                  |  |  |  |  |  |  |  |  |
|  |  |  |  |                                                                                             |                                                                                             |                                                                                             |                                                                                             |                                                                                             |                                                                                             |  |  | | | | | | |  |  |                                                                                   |                                                                      |                                                                      |                                                                      |                                                                      |                                                                      |  |  | | | | | | |  |  |                                                |                                                |                                                |                                                |                                                |                                                |  |  |                                                                                  |                                                                                  |                                                                                  |                                                                                  |                                                                                  |                                                                                  |  |  |  |  |  |  |  |  |
|  |  |  |  |                                                                                             |                                                                                             |                                                                                             |                                                                                             |                                                                                             |                                                                                             |  |  | | | | | | |  |  |                                                                                   |                                                                      |                                                                      |                                                                      |                                                                      |                                                                      |  |  | | | | | | |  |  |                                                |                                                |                                                |                                                |                                                |                                                |  |  |                                                                                  |                                                                                  |                                                                                  |                                                                                  |                                                                                  |                                                                                  |  |  |  |  |  |  |  |  |
|  |  |  |  | Marco (Marek) [1628-1652]                                                                   | Marco (Marek) [1628-1652]                                                                   | Marco (Marek) [1628-1652]                                                                   | Marco (Marek) [1628-1652]                                                                   | Marco (Marek) [1628-1652]                                                                   | Marco (Marek) [1628-1652]                                                                   |  |  | | | | | | |  |  | JOÃO III (Jan III) [1629-1696] Rei da Polónia Grão-duque da Lituânia              | JOÃO III (Jan III) [1629-1696] Rei da Polónia Grão-duque da Lituânia | JOÃO III (Jan III) [1629-1696] Rei da Polónia Grão-duque da Lituânia | JOÃO III (Jan III) [1629-1696] Rei da Polónia Grão-duque da Lituânia | JOÃO III (Jan III) [1629-1696] Rei da Polónia Grão-duque da Lituânia | JOÃO III (Jan III) [1629-1696] Rei da Polónia Grão-duque da Lituânia |  |  | Maria Casimira Luísa de La Grange d'Arquien (Marie Casimire Louise, Marysieńka) [1641-1716]              | Maria Casimira Luísa de La Grange d'Arquien (Marie Casimire Louise, Marysieńka) [1641-1716]              | Maria Casimira Luísa de La Grange d'Arquien (Marie Casimire Louise, Marysieńka) [1641-1716]              | Maria Casimira Luísa de La Grange d'Arquien (Marie Casimire Louise, Marysieńka) [1641-1716]              | Maria Casimira Luísa de La Grange d'Arquien (Marie Casimire Louise, Marysieńka) [1641-1716]              | Maria Casimira Luísa de La Grange d'Arquien (Marie Casimire Louise, Marysieńka) [1641-1716]              |  |  |                                                |                                                |                                                |                                                |                                                |                                                |  |  | Catarina (Katarzyna) [1634-1694]                                                 | Catarina (Katarzyna) [1634-1694]                                                 | Catarina (Katarzyna) [1634-1694]                                                 | Catarina (Katarzyna) [1634-1694]                                                 | Catarina (Katarzyna) [1634-1694]                                                 | Catarina (Katarzyna) [1634-1694]                                                 |  |  |  |  |  |  |  |  |
|  |  |  |  | Marco (Marek) [1628-1652]                                                                   | Marco (Marek) [1628-1652]                                                                   | Marco (Marek) [1628-1652]                                                                   | Marco (Marek) [1628-1652]                                                                   | Marco (Marek) [1628-1652]                                                                   | Marco (Marek) [1628-1652]                                                                   |  |  | | | | | | |  |  | JOÃO III (Jan III) [1629-1696] Rei da Polónia Grão-duque da Lituânia              | JOÃO III (Jan III) [1629-1696] Rei da Polónia Grão-duque da Lituânia | JOÃO III (Jan III) [1629-1696] Rei da Polónia Grão-duque da Lituânia | JOÃO III (Jan III) [1629-1696] Rei da Polónia Grão-duque da Lituânia | JOÃO III (Jan III) [1629-1696] Rei da Polónia Grão-duque da Lituânia | JOÃO III (Jan III) [1629-1696] Rei da Polónia Grão-duque da Lituânia |  |  | Maria Casimira Luísa de La Grange d'Arquien (Marie Casimire Louise, Marysieńka) [1641-1716]              | Maria Casimira Luísa de La Grange d'Arquien (Marie Casimire Louise, Marysieńka) [1641-1716]              | Maria Casimira Luísa de La Grange d'Arquien (Marie Casimire Louise, Marysieńka) [1641-1716]              | Maria Casimira Luísa de La Grange d'Arquien (Marie Casimire Louise, Marysieńka) [1641-1716]              | Maria Casimira Luísa de La Grange d'Arquien (Marie Casimire Louise, Marysieńka) [1641-1716]              | Maria Casimira Luísa de La Grange d'Arquien (Marie Casimire Louise, Marysieńka) [1641-1716]              |  |  |                                                |                                                |                                                |                                                |                                                |                                                |  |  | Catarina (Katarzyna) [1634-1694]                                                 | Catarina (Katarzyna) [1634-1694]                                                 | Catarina (Katarzyna) [1634-1694]                                                 | Catarina (Katarzyna) [1634-1694]                                                 | Catarina (Katarzyna) [1634-1694]                                                 | Catarina (Katarzyna) [1634-1694]                                                 |  |  |  |  |  |  |  |  |
|  |  |  |  |                                                                                             |                                                                                             |                                                                                             |                                                                                             |                                                                                             |                                                                                             |  |  | | | | | | |  |  |                                                                                   |                                                                      |                                                                      |                                                                      |                                                                      |                                                                      |  |  | | | | | | |  |  |                                                |                                                |                                                |                                                |                                                |                                                |  |  |                                                                                  |                                                                                  |                                                                                  |                                                                                  |                                                                                  |                                                                                  |  |  |  |  |  |  |  |  |
|  |  |  |  |                                                                                             |                                                                                             |                                                                                             |                                                                                             |                                                                                             |                                                                                             |  |  | | | | | | |  |  |                                                                                   |                                                                      |                                                                      |                                                                      |                                                                      |                                                                      |  |  | | | | | | |  |  |                                                |                                                |                                                |                                                |                                                |                                                |  |  |                                                                                  |                                                                                  |                                                                                  |                                                                                  |                                                                                  |                                                                                  |  |  |  |  |  |  |  |  |
|  |  |  |  | Edviges Isabel (Hedwig Elisabeth) [1673-1722] Condessa Palatina de Neuburgo                 | Edviges Isabel (Hedwig Elisabeth) [1673-1722] Condessa Palatina de Neuburgo                 | Edviges Isabel (Hedwig Elisabeth) [1673-1722] Condessa Palatina de Neuburgo                 | Edviges Isabel (Hedwig Elisabeth) [1673-1722] Condessa Palatina de Neuburgo                 | Edviges Isabel (Hedwig Elisabeth) [1673-1722] Condessa Palatina de Neuburgo                 | Edviges Isabel (Hedwig Elisabeth) [1673-1722] Condessa Palatina de Neuburgo                 |  |  | Jaime Luís (Jakub Ludwik) [1667-1737] Príncipe Real da Polónia Príncipe Sobieski Príncipe de Oława | Jaime Luís (Jakub Ludwik) [1667-1737] Príncipe Real da Polónia Príncipe Sobieski Príncipe de Oława | Jaime Luís (Jakub Ludwik) [1667-1737] Príncipe Real da Polónia Príncipe Sobieski Príncipe de Oława | Jaime Luís (Jakub Ludwik) [1667-1737] Príncipe Real da Polónia Príncipe Sobieski Príncipe de Oława | Jaime Luís (Jakub Ludwik) [1667-1737] Príncipe Real da Polónia Príncipe Sobieski Príncipe de Oława | Jaime Luís (Jakub Ludwik) [1667-1737] Príncipe Real da Polónia Príncipe Sobieski Príncipe de Oława |  |  | Alexandre Benedito (Aleksander Benedykt) [1677-1714]                              | Alexandre Benedito (Aleksander Benedykt) [1677-1714]                 | Alexandre Benedito (Aleksander Benedykt) [1677-1714]                 | Alexandre Benedito (Aleksander Benedykt) [1677-1714]                 | Alexandre Benedito (Aleksander Benedykt) [1677-1714]                 | Alexandre Benedito (Aleksander Benedykt) [1677-1714]                 |  |  | Constantino Ladislau (Konstanty Władysław) [1680-1726]                                                   | Constantino Ladislau (Konstanty Władysław) [1680-1726]                                                   | Constantino Ladislau (Konstanty Władysław) [1680-1726]                                                   | Constantino Ladislau (Konstanty Władysław) [1680-1726]                                                   | Constantino Ladislau (Konstanty Władysław) [1680-1726]                                                   | Constantino Ladislau (Konstanty Władysław) [1680-1726]                                                   |  |  | Teresa Cunegunda (Teresa Kunigund) [1676-1730] | Teresa Cunegunda (Teresa Kunigund) [1676-1730] | Teresa Cunegunda (Teresa Kunigund) [1676-1730] | Teresa Cunegunda (Teresa Kunigund) [1676-1730] | Teresa Cunegunda (Teresa Kunigund) [1676-1730] | Teresa Cunegunda (Teresa Kunigund) [1676-1730] |  |  | Maximiliano II Emanuel (Maximilian Emmanuel) [1662-1726] Eleitor da Baviera 1679 | Maximiliano II Emanuel (Maximilian Emmanuel) [1662-1726] Eleitor da Baviera 1679 | Maximiliano II Emanuel (Maximilian Emmanuel) [1662-1726] Eleitor da Baviera 1679 | Maximiliano II Emanuel (Maximilian Emmanuel) [1662-1726] Eleitor da Baviera 1679 | Maximiliano II Emanuel (Maximilian Emmanuel) [1662-1726] Eleitor da Baviera 1679 | Maximiliano II Emanuel (Maximilian Emmanuel) [1662-1726] Eleitor da Baviera 1679 |  |  |  |  |  |  |  |  |
|  |  |  |  | Edviges Isabel (Hedwig Elisabeth) [1673-1722] Condessa Palatina de Neuburgo                 | Edviges Isabel (Hedwig Elisabeth) [1673-1722] Condessa Palatina de Neuburgo                 | Edviges Isabel (Hedwig Elisabeth) [1673-1722] Condessa Palatina de Neuburgo                 | Edviges Isabel (Hedwig Elisabeth) [1673-1722] Condessa Palatina de Neuburgo                 | Edviges Isabel (Hedwig Elisabeth) [1673-1722] Condessa Palatina de Neuburgo                 | Edviges Isabel (Hedwig Elisabeth) [1673-1722] Condessa Palatina de Neuburgo                 |  |  | Jaime Luís (Jakub Ludwik) [1667-1737] Príncipe Real da Polónia Príncipe Sobieski Príncipe de Oława | Jaime Luís (Jakub Ludwik) [1667-1737] Príncipe Real da Polónia Príncipe Sobieski Príncipe de Oława | Jaime Luís (Jakub Ludwik) [1667-1737] Príncipe Real da Polónia Príncipe Sobieski Príncipe de Oława | Jaime Luís (Jakub Ludwik) [1667-1737] Príncipe Real da Polónia Príncipe Sobieski Príncipe de Oława | Jaime Luís (Jakub Ludwik) [1667-1737] Príncipe Real da Polónia Príncipe Sobieski Príncipe de Oława | Jaime Luís (Jakub Ludwik) [1667-1737] Príncipe Real da Polónia Príncipe Sobieski Príncipe de Oława |  |  | Alexandre Benedito (Aleksander Benedykt) [1677-1714]                              | Alexandre Benedito (Aleksander Benedykt) [1677-1714]                 | Alexandre Benedito (Aleksander Benedykt) [1677-1714]                 | Alexandre Benedito (Aleksander Benedykt) [1677-1714]                 | Alexandre Benedito (Aleksander Benedykt) [1677-1714]                 | Alexandre Benedito (Aleksander Benedykt) [1677-1714]                 |  |  | Constantino Ladislau (Konstanty Władysław) [1680-1726]                                                   | Constantino Ladislau (Konstanty Władysław) [1680-1726]                                                   | Constantino Ladislau (Konstanty Władysław) [1680-1726]                                                   | Constantino Ladislau (Konstanty Władysław) [1680-1726]                                                   | Constantino Ladislau (Konstanty Władysław) [1680-1726]                                                   | Constantino Ladislau (Konstanty Władysław) [1680-1726]                                                   |  |  | Teresa Cunegunda (Teresa Kunigund) [1676-1730] | Teresa Cunegunda (Teresa Kunigund) [1676-1730] | Teresa Cunegunda (Teresa Kunigund) [1676-1730] | Teresa Cunegunda (Teresa Kunigund) [1676-1730] | Teresa Cunegunda (Teresa Kunigund) [1676-1730] | Teresa Cunegunda (Teresa Kunigund) [1676-1730] |  |  | Maximiliano II Emanuel (Maximilian Emmanuel) [1662-1726] Eleitor da Baviera 1679 | Maximiliano II Emanuel (Maximilian Emmanuel) [1662-1726] Eleitor da Baviera 1679 | Maximiliano II Emanuel (Maximilian Emmanuel) [1662-1726] Eleitor da Baviera 1679 | Maximiliano II Emanuel (Maximilian Emmanuel) [1662-1726] Eleitor da Baviera 1679 | Maximiliano II Emanuel (Maximilian Emmanuel) [1662-1726] Eleitor da Baviera 1679 | Maximiliano II Emanuel (Maximilian Emmanuel) [1662-1726] Eleitor da Baviera 1679 |  |  |  |  |  |  |  |  |
|  |  |  |  |                                                                                             |                                                                                             |                                                                                             |                                                                                             |                                                                                             |                                                                                             |  |  | | | | | | |  |  |                                                                                   |                                                                      |                                                                      |                                                                      |                                                                      |                                                                      |  |  | | | | | | |  |  |                                                |                                                |                                                |                                                |                                                |                                                |  |  |                                                                                  |                                                                                  |                                                                                  |                                                                                  |                                                                                  |                                                                                  |  |  |  |  |  |  |  |  |
|  |  |  |  |                                                                                             |                                                                                             |                                                                                             |                                                                                             |                                                                                             |                                                                                             |  |  | | | | | | |  |  |                                                                                   |                                                                      |                                                                      |                                                                      |                                                                      |                                                                      |  |  | | | | | | |  |  |                                                |                                                |                                                |                                                |                                                |                                                |  |  |                                                                                  |                                                                                  |                                                                                  |                                                                                  |                                                                                  |                                                                                  |  |  |  |  |  |  |  |  |
|  |  |  |  | Carlos Godofredo de La Tour de Auvérnia (Charles Godefroy) [1701-1771] Duque de Bulhão 1730 | Carlos Godofredo de La Tour de Auvérnia (Charles Godefroy) [1701-1771] Duque de Bulhão 1730 | Carlos Godofredo de La Tour de Auvérnia (Charles Godefroy) [1701-1771] Duque de Bulhão 1730 | Carlos Godofredo de La Tour de Auvérnia (Charles Godefroy) [1701-1771] Duque de Bulhão 1730 | Carlos Godofredo de La Tour de Auvérnia (Charles Godefroy) [1701-1771] Duque de Bulhão 1730 | Carlos Godofredo de La Tour de Auvérnia (Charles Godefroy) [1701-1771] Duque de Bulhão 1730 |  |  | Maria Carolina (Maria Karolina, Charlotte) [1697-1740]                                             | Maria Carolina (Maria Karolina, Charlotte) [1697-1740]                                             | Maria Carolina (Maria Karolina, Charlotte) [1697-1740]                                             | Maria Carolina (Maria Karolina, Charlotte) [1697-1740]                                             | Maria Carolina (Maria Karolina, Charlotte) [1697-1740]                                             | Maria Carolina (Maria Karolina, Charlotte) [1697-1740]                                             |  |  | Maria Clementina (Maria Klementina) [1702-1735]                                   | Maria Clementina (Maria Klementina) [1702-1735]                      | Maria Clementina (Maria Klementina) [1702-1735]                      | Maria Clementina (Maria Klementina) [1702-1735]                      | Maria Clementina (Maria Klementina) [1702-1735]                      | Maria Clementina (Maria Klementina) [1702-1735]                      |  |  | Jaime Stuart (James, the Old Pretender) [1688-1766] Pretendente Jacobita (Inglaterra, Escócia e Irlanda) | Jaime Stuart (James, the Old Pretender) [1688-1766] Pretendente Jacobita (Inglaterra, Escócia e Irlanda) | Jaime Stuart (James, the Old Pretender) [1688-1766] Pretendente Jacobita (Inglaterra, Escócia e Irlanda) | Jaime Stuart (James, the Old Pretender) [1688-1766] Pretendente Jacobita (Inglaterra, Escócia e Irlanda) | Jaime Stuart (James, the Old Pretender) [1688-1766] Pretendente Jacobita (Inglaterra, Escócia e Irlanda) | Jaime Stuart (James, the Old Pretender) [1688-1766] Pretendente Jacobita (Inglaterra, Escócia e Irlanda) |  |  |                                                |                                                |                                                |                                                |                                                |                                                |  |  |                                                                                  |                                                                                  |                                                                                  |                                                                                  |                                                                                  |                                                                                  |  |  |  |  |  |  |  |  |
|  |  |  |  | Carlos Godofredo de La Tour de Auvérnia (Charles Godefroy) [1701-1771] Duque de Bulhão 1730 | Carlos Godofredo de La Tour de Auvérnia (Charles Godefroy) [1701-1771] Duque de Bulhão 1730 | Carlos Godofredo de La Tour de Auvérnia (Charles Godefroy) [1701-1771] Duque de Bulhão 1730 | Carlos Godofredo de La Tour de Auvérnia (Charles Godefroy) [1701-1771] Duque de Bulhão 1730 | Carlos Godofredo de La Tour de Auvérnia (Charles Godefroy) [1701-1771] Duque de Bulhão 1730 | Carlos Godofredo de La Tour de Auvérnia (Charles Godefroy) [1701-1771] Duque de Bulhão 1730 |  |  | Maria Carolina (Maria Karolina, Charlotte) [1697-1740]                                             | Maria Carolina (Maria Karolina, Charlotte) [1697-1740]                                             | Maria Carolina (Maria Karolina, Charlotte) [1697-1740]                                             | Maria Carolina (Maria Karolina, Charlotte) [1697-1740]                                             | Maria Carolina (Maria Karolina, Charlotte) [1697-1740]                                             | Maria Carolina (Maria Karolina, Charlotte) [1697-1740]                                             |  |  | Maria Clementina (Maria Klementina) [1702-1735]                                   | Maria Clementina (Maria Klementina) [1702-1735]                      | Maria Clementina (Maria Klementina) [1702-1735]                      | Maria Clementina (Maria Klementina) [1702-1735]                      | Maria Clementina (Maria Klementina) [1702-1735]                      | Maria Clementina (Maria Klementina) [1702-1735]                      |  |  | Jaime Stuart (James, the Old Pretender) [1688-1766] Pretendente Jacobita (Inglaterra, Escócia e Irlanda) | Jaime Stuart (James, the Old Pretender) [1688-1766] Pretendente Jacobita (Inglaterra, Escócia e Irlanda) | Jaime Stuart (James, the Old Pretender) [1688-1766] Pretendente Jacobita (Inglaterra, Escócia e Irlanda) | Jaime Stuart (James, the Old Pretender) [1688-1766] Pretendente Jacobita (Inglaterra, Escócia e Irlanda) | Jaime Stuart (James, the Old Pretender) [1688-1766] Pretendente Jacobita (Inglaterra, Escócia e Irlanda) | Jaime Stuart (James, the Old Pretender) [1688-1766] Pretendente Jacobita (Inglaterra, Escócia e Irlanda) |  |  |                                                |                                                |                                                |                                                |                                                |                                                |  |  |                                                                                  |                                                                                  |                                                                                  |                                                                                  |                                                                                  |                                                                                  |  |  |  |  |  |  |  |  |
|  |  |  |  |                                                                                             |                                                                                             |                                                                                             |                                                                                             |                                                                                             |                                                                                             |  |  | | | | | | |  |  |                                                                                   |                                                                      |                                                                      |                                                                      |                                                                      |                                                                      |  |  | | | | | | |  |  |                                                |                                                |                                                |                                                |                                                |                                                |  |  |                                                                                  |                                                                                  |                                                                                  |                                                                                  |                                                                                  |                                                                                  |  |  |  |  |  |  |  |  |
|  |  |  |  |                                                                                             |                                                                                             |                                                                                             |                                                                                             |                                                                                             |                                                                                             |  |  | | | | | | |  |  |                                                                                   |                                                                      |                                                                      |                                                                      |                                                                      |                                                                      |  |  | | | | | | |  |  |                                                |                                                |                                                |                                                |                                                |                                                |  |  |                                                                                  |                                                                                  |                                                                                  |                                                                                  |                                                                                  |                                                                                  |  |  |  |  |  |  |  |  |
|  |  |  |  | Casa de La-Tour de Auvérnia Duques de Bulhão (linha masculina extinta em 1802)              | Casa de La-Tour de Auvérnia Duques de Bulhão (linha masculina extinta em 1802)              | Casa de La-Tour de Auvérnia Duques de Bulhão (linha masculina extinta em 1802)              | Casa de La-Tour de Auvérnia Duques de Bulhão (linha masculina extinta em 1802)              | Casa de La-Tour de Auvérnia Duques de Bulhão (linha masculina extinta em 1802)              | Casa de La-Tour de Auvérnia Duques de Bulhão (linha masculina extinta em 1802)              |  |  | | | | | | |  |  |                                                                                   |                                                                      |                                                                      |                                                                      |                                                                      |                                                                      |  |  | Casa de Stuart Ramo Jacobita (linha masculina extinta em 1807)                                           | Casa de Stuart Ramo Jacobita (linha masculina extinta em 1807)                                           | Casa de Stuart Ramo Jacobita (linha masculina extinta em 1807)                                           | Casa de Stuart Ramo Jacobita (linha masculina extinta em 1807)                                           | Casa de Stuart Ramo Jacobita (linha masculina extinta em 1807)                                           | Casa de Stuart Ramo Jacobita (linha masculina extinta em 1807)                                           |  |  |                                                |                                                |                                                |                                                |                                                |                                                |  |  | Príncipes Eleitores da Baviera (linha masculina extinta em 1777)                 | Príncipes Eleitores da Baviera (linha masculina extinta em 1777)                 | Príncipes Eleitores da Baviera (linha masculina extinta em 1777)                 | Príncipes Eleitores da Baviera (linha masculina extinta em 1777)                 | Príncipes Eleitores da Baviera (linha masculina extinta em 1777)                 | Príncipes Eleitores da Baviera (linha masculina extinta em 1777)                 |  |  |  |  |  |  |  |  |

## Galeria

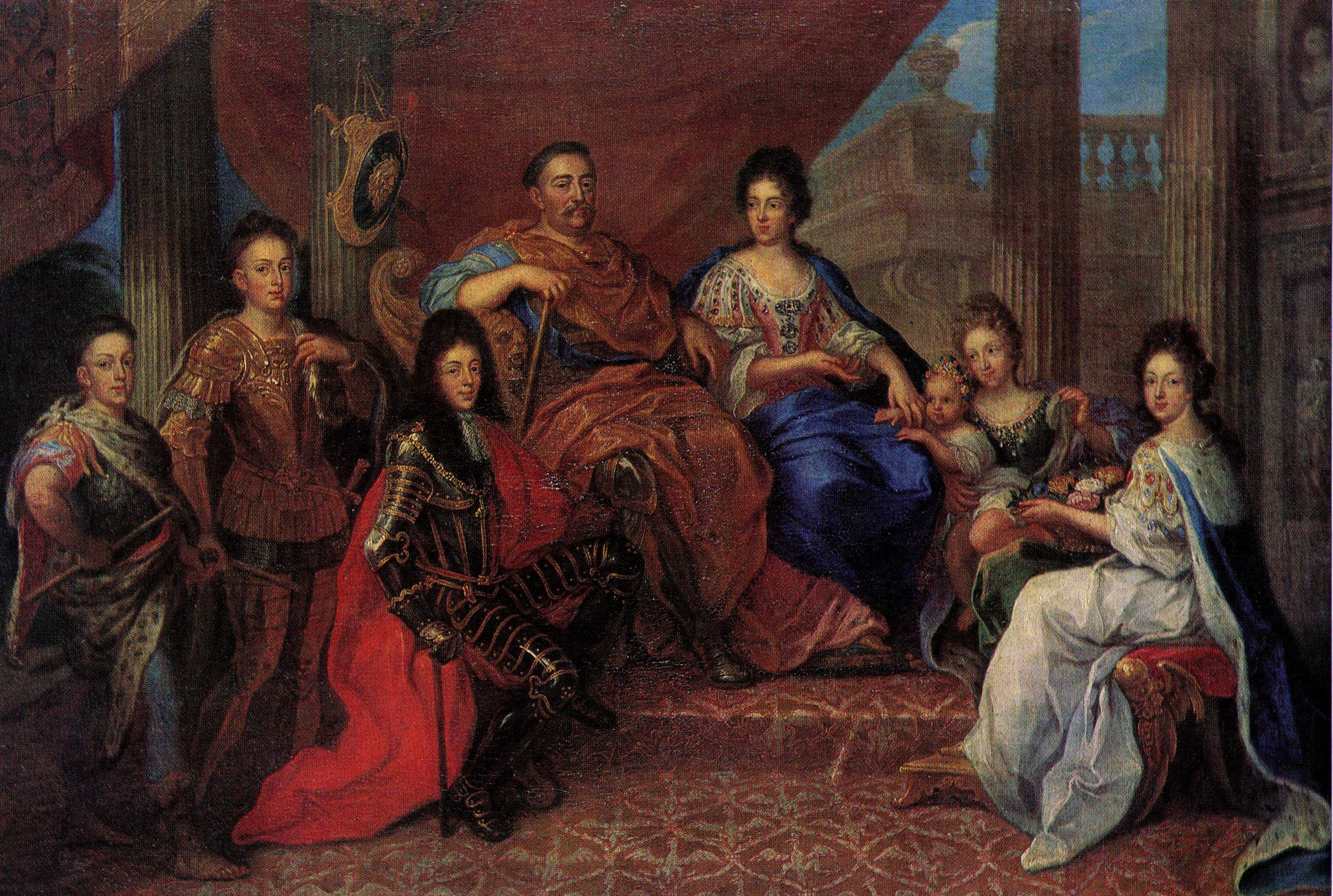
João III com a sua família.
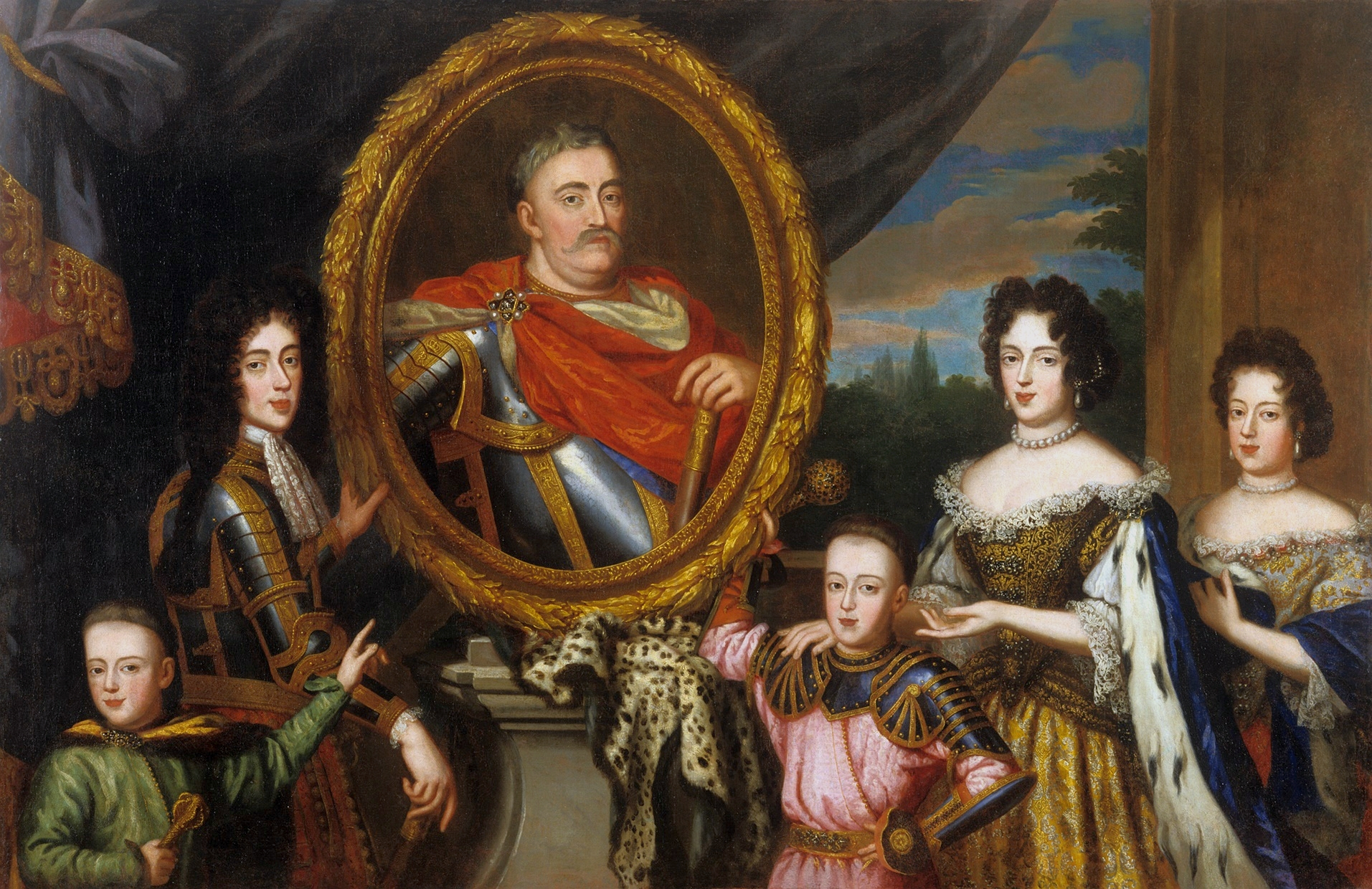
Apoteose de João III Sobieski rodeado pela sua família.
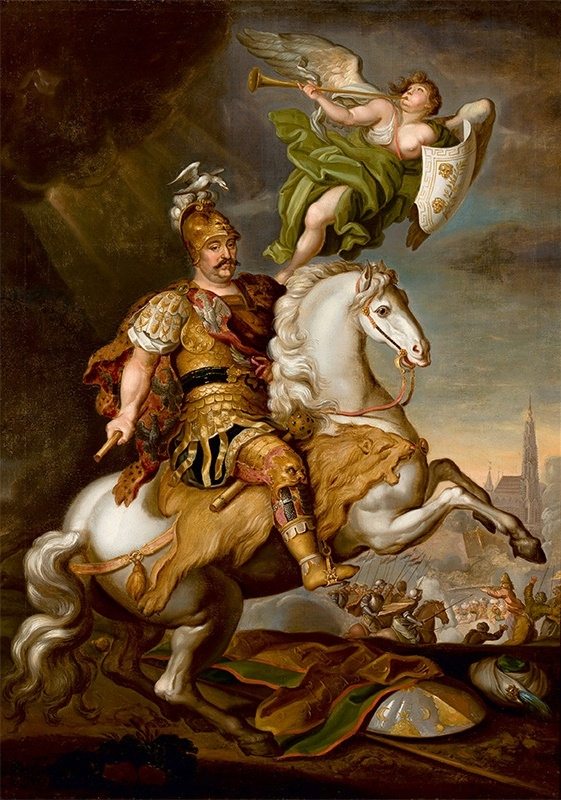
João III Sobieski, o vencedor da batalha de Viena.
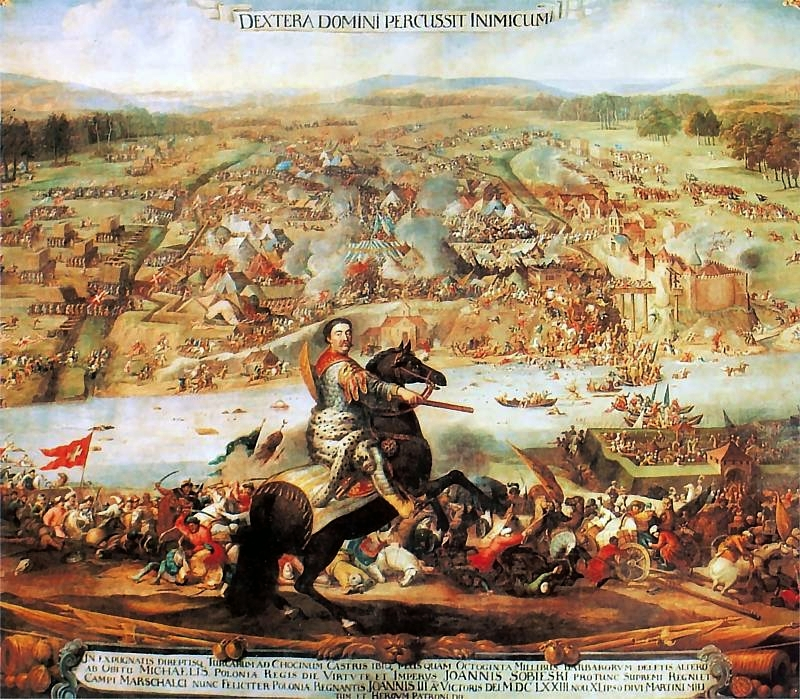
João III Sobieski, o vencedor da Batalha de Chocim.
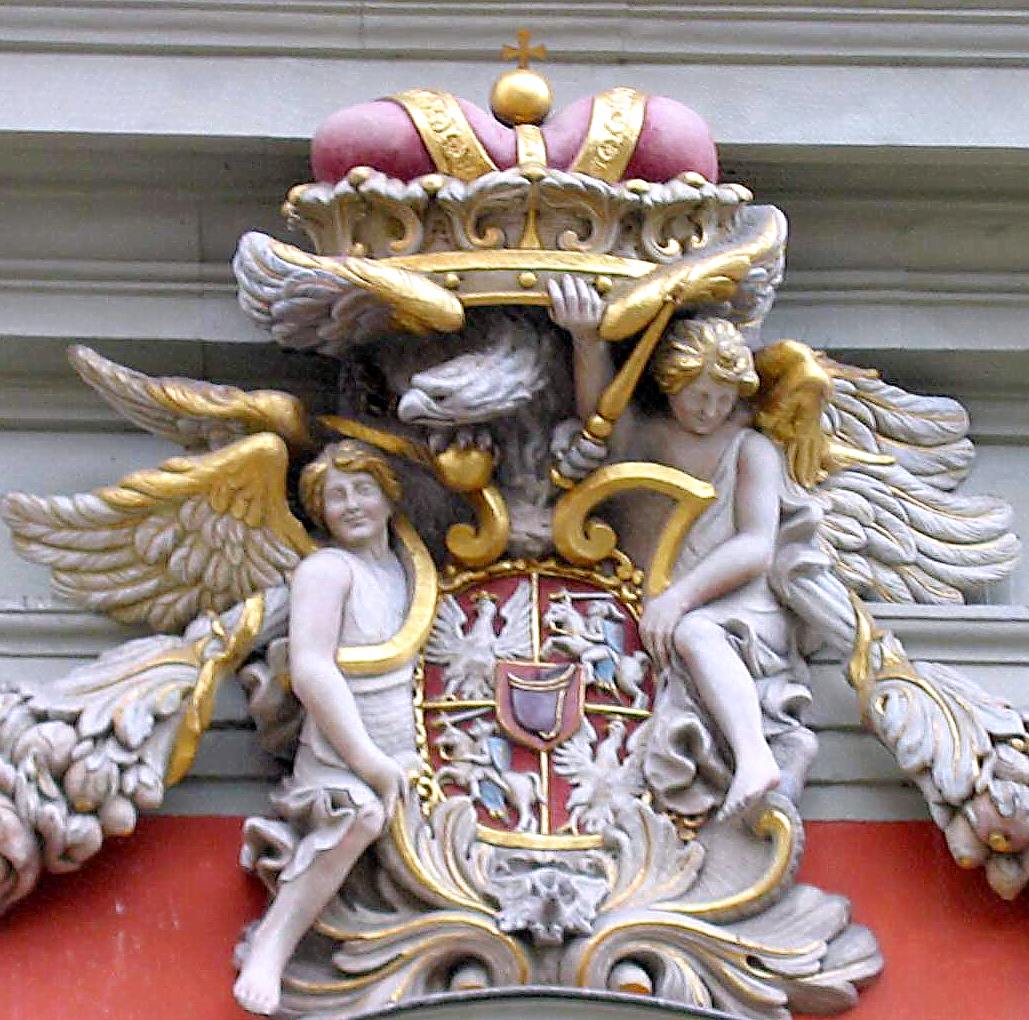
Escudo Real dos Sobieski, esculpido em Gdańsk.